# Musa Aman
Tan Sri Datuk Seri Panglima Haji Musa Bin Haji Aman (Beaufort, Sabah; 30 de marzo de 1951) es un político malasio que fungió como decimocuarto Ministro Principal del Estado de Sabah entre el 27 de marzo de 2003 y el 12 de mayo de 2018, siendo la persona que más tiempo ha ostentado el cargo, con un total de quince años.
En su carrera política destaca haber sido Ministro de Finanzas en el gobierno estatal de Chong Kah Kiat, y diputado estatal en la Asamblea Legislativa desde 1994 hasta la actualidad. Su hermano, Anifah Aman, fue Ministro de Relaciones Exteriores en el Gabinete Federal durante los dos gobiernos de Najib Razak (2009-2018).
La llegada al poder de Musa puso fin al sistema de rotación por partidos y razas instituido en Sabah en 1994, por el cual la coalición Barisan Nasional (Frente Nacional), gobernante a nivel federal y estatal desde ese año, rotaría el cargo de Ministro Principal cada dos años. Fue elegido para un mandato completo por aplastante margen en las elecciones de 2004, consolidando la dominación de su partido, la sección sabahana de la Organización Nacional de los Malayos Unidos (UMNO), dentro de la coalición y en el estado. Posteriormente resultó reelegido en 2008 y 2013, en ambos comicios superando su partido el 60% de los votos y logrando dos tercios de los escaños. Bajo su mandato, aunque Sabah experimentó un ligero crecimiento económico ligado al turismo, al igual que con Sarawak, la región de Malasia Oriental continuó sufriendo un fuerte atraso con respecto a Malasia Occidental. La administración de Musa fue también acusada de corrupción masiva y, durante sus dos reelecciones y la elección de 2018, la mayoría de las acusaciones por compra de votos e intimidación se dieron contra su administración.
En las elecciones de 2018, el Barisan Nasional estatal perdió su mayoría absoluta ante una coalición entre el Partido del Patrimonio de Sabah (WARISAN) y la coalición opositora federal Pakatan Harapan (Pacto de Esperanza o PH). Aunque la alianza PH-WARISAN tampoco logró la mayoría, y Musa consiguió formar una coalición con el Partido Solidario de la Patria (STAR) para permanecer en el poder, debido a la derrota del BN a nivel federal varios diputados estatales y federales desertaron al Pakatan Harapan, garantizando que Shafie Apdal, del WARISAN, tomara el control del estado como Ministro Principal tan solo tres días después de la elección, el 12 de mayo de 2018. A pesar de que rechazó inicialmente la derrota, Musa no contaba con el apoyo del nuevo gobierno federal, dirigido por Mahathir Mohamad, y debió aceptar que ya no era Ministro Principal el 14 de mayo.
A partir de su renuncia, con una gran cantidad de investigaciones en su contra, se encontró desaparecido. El 26 de junio de 2018, confirmó que se encontraba fuera del país en el Reino Unido, alegando motivos médicos, aunque los medios de comunicación especularon que había huido para esquivar la mayoría de las acusaciones de corrupción en su contra.